# Raumgruppe

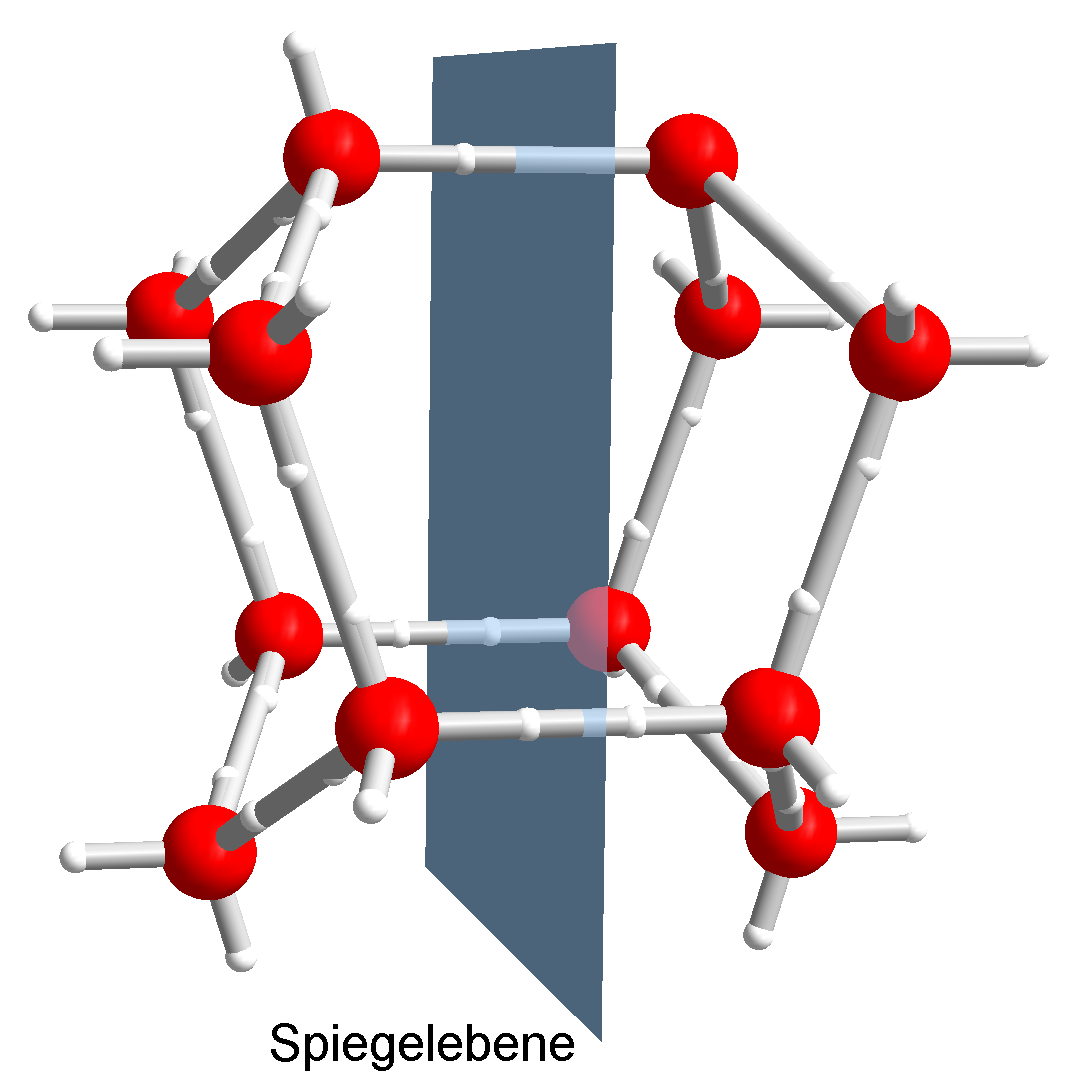
Spiegelsymmetrie in der Kristallstruktur von Eis

Eine kristallographische Raumgruppe oder kurz Raumgruppe beschreibt mathematisch die Symmetrie der Anordnung von Atomen, Ionen und Molekülen in einer Kristallstruktur. Der Begriff „Gruppe“ stammt aus der Gruppentheorie. 
Beispielsweise kann ein Bestandteil (etwa ein Sulfat-Ion) der Struktur durch Spiegelung oder Drehung eines anderen Bestandteils (in diesem Falle eines anderen Sulfations) erhalten werden. Zur Beschreibung der kompletten Kristallstruktur ist dann nur die Beschreibung des ersten Ions notwendig, das zweite Ion wird durch die Symmetrieoperation der Spiegelung oder Drehung erhalten. Die Abbildung zeigt das am Beispiel der Kristallstruktur von Eis. Der rechte Sechsring ist das Spiegelbild des linken Sechsrings; die Raumgruppe gibt (neben anderen) diese Symmetrieeigenschaft wieder. Die Symbole, die dafür verwendet werden, sind detailliert unter Hermann-Mauguin-Symbolik beschrieben. 
Die Raumgruppe ist eine diskrete Untergruppe der
euklidischen Bewegungsgruppe eines euklidischen (affinen) Raums mit beschränktem Fundamentalbereich. Die Raumgruppen gehören zu den Symmetriegruppen und werden üblicherweise mithilfe der Hermann-Mauguin-Symbolik oder manchmal auch in der Schoenflies-Symbolik beschrieben.
Während sich die kristallographischen Punktgruppen aus nicht-translativen Symmetrieoperationen (z. B. Rotationen oder Spiegelungen) zusammensetzen, wird bei der Bestimmung der unterschiedlichen Raumgruppen diese Forderung aufgeweicht zugunsten translativer Symmetrieoperationen (daraus ergeben sich z. B. Gleitspiegelebenen und Schraubenachsen) und den Gittertranslationen. Daraus ergibt sich eine Vielzahl neuer Symmetriegruppen, die Raumgruppen.

## Mathematische Definition
Die Isometriegruppe {\displaystyle \operatorname {Isom} (\mathbb {R} ^{n})} des {\displaystyle n}-dimensionalen euklidischen Raumes {\displaystyle \mathbb {R} ^{n}}  ist die Gruppe
{\displaystyle \operatorname {Isom} (\mathbb {R} ^{n})=O(n)\ltimes \mathbb {R} ^{n}},
wobei {\displaystyle O(n)} die orthogonale Gruppe, bestehend aus Spiegelungen und Drehungen um den Nullpunkt ist und {\displaystyle \mathbb {R} ^{n}} als Gruppe der Verschiebungen des {\displaystyle \mathbb {R} ^{n}} aufgefasst wird.
Eine kristallographische Gruppe vom Rang {\displaystyle n} ist eine diskrete und kokompakte Untergruppe von {\displaystyle \operatorname {Isom} (\mathbb {R} ^{n})}.
(Eine Untergruppe {\displaystyle \Gamma \subset \operatorname {Isom} (\mathbb {R} ^{n})} heißt diskret, wenn es zu keinem {\displaystyle \gamma \in \Gamma } eine Folge {\displaystyle (\gamma _{n})_{n}\subset \Gamma } mit {\displaystyle \gamma _{n}\not =\gamma } und {\displaystyle \lim _{n\rightarrow \infty }\gamma _{n}=\gamma } gibt. Sie heißt kokompakt, wenn der Quotientenraum {\displaystyle \Gamma \backslash \mathbb {R} ^{n}} kompakt ist.)
Eine Bieberbach-Gruppe ist eine torsionsfreie kristallographische Gruppe.
(Eine Gruppe {\displaystyle \Gamma } mit neutralem Element {\displaystyle e} heißt torsionsfrei, wenn aus {\displaystyle \gamma \not =e} und {\displaystyle n\not =0} stets {\displaystyle \gamma ^{n}\not =e} folgt.)

## Anzahl der möglichen Raumgruppen
| Dimension | Dimension | Dimension | Dimension | Dimension | Dimension  |
| 1         | 2         | 3         | 4         | 5         | 6          |
| --------- | --------- | --------- | --------- | --------- | ---------- |
| 2         | 17        | 219       | 4.783     | 222.018   | 28.927.915 |

Die Anzahl der möglichen Raumgruppen ist abhängig von der Dimension und der Orientierung des betrachteten Raums. Im dreidimensionalen Raum beschreiben kristallographische Raumgruppen die Symmetrien eines unendlich ausgedehnten Kristalls. Symmetrieoperationen in einem Kristall sind (abgesehen von der Identitätsoperation, die jeden Punkt auf sich selbst abbildet) Punktspiegelung, Spiegelung an einer Ebene, Drehung um eine Achse, Verschiebung (die sogenannte Translation) sowie Kombinationen dieser Operationen. Wenn man das Hintereinanderausführen von Symmetrieoperationen als multiplikative Verknüpfung auffasst, erkennt man, dass eine Menge von Symmetrieoperationen eine (in der Regel nicht kommutative) Gruppe ist.
Die Bestimmung der 230 möglichen Raumgruppen (bzw. Raumgruppentypen) in drei Dimensionen erfolgte 1891 unabhängig voneinander in mühsamer Sortierarbeit durch Arthur Schoenflies und Jewgraf Fjodorow. Unabhängig gelang dies auch William Barlow, der allerdings erst 1894 veröffentlichte. Die 230 Raumgruppen (und die Kristalle, die die Symmetrieelemente einer dieser Raumgruppen aufweisen) können u. a. hinsichtlich der sieben Kristallsysteme, der 14 Bravaisgitter und der 32 Kristallklassen eingeteilt werden.
|                         | Bravaisgitter – Basisobjekte mit sphärischer Symmetrie | Kristallstruktur – Basisobjekte mit beliebiger Symmetrie |
| ----------------------- | ------------------------------------------------------ | -------------------------------------------------------- |
| Anzahl der Punktgruppen | 7 Kristallsysteme                                      | 32 kristallographische Punktgruppen                      |
| Anzahl der Raumgruppen  | 14 Bravaisgitter                                       | 230 Raumgruppen                                          |

Berücksichtigt man die Orientierung des Raums nicht, reduziert sich die Zahl auf 219 verschiedene Raumgruppen. Daraus ergibt sich die Existenz von elf Paaren enantiomorpher Raumgruppen. In diesen Paaren unterscheiden sich jeweils die Anordnungen der Symmetrieelemente wie Bild und Spiegelbild, die nicht durch Drehungen ineinander überführt werden können.
Ein algebraisches Verfahren zur Klassifikation der Raumgruppen (auch in höheren Dimensionen) stammt von Johann Jakob Burckhardt in den 1930er-Jahren, der sich auch mit der Geschichte des Problems befasste.

## Bezeichnung
Die Bezeichnung der Raumgruppen geschieht üblicherweise in der Hermann-Mauguin-Symbolik, in manchen Fachbereichen wird auch heute noch die Schoenflies-Symbolik als Alternative genutzt. Das Raumgruppensymbol besteht bei der Hermann-Mauguin-Symbolik aus einem Großbuchstaben, der den Bravaistyp angibt, sowie einer Folge von Symbolen (Zahlen und Kleinbuchstaben, die auf das Vorliegen weiterer Symmetrieelemente hinweisen), die sich eng an die Symbolik für Punktgruppen anlehnt, zusätzlich aber berücksichtigt, dass auch kombinierte Symmetrieoperationen aus Translation und Rotation bzw. Spiegelung vorliegen können.
Eine vollständige Liste der 230 dreidimensionalen Raumgruppen ist in der Liste der Raumgruppen zu finden.